# Danijel Jumić
Danijel Jumić (Osijek, 27 giugno 1986) è un allenatore di calcio ed ex calciatore croato, di ruolo attaccante, tecnico in seconda dell'Union Berlino.

## Carriera

### Allenatore
L'11 febbraio 2021 è stato annunciato come nuovo allenatore del Istria 1961 in sostituzione di Fausto Budicin.